# Diéma (Kreis)

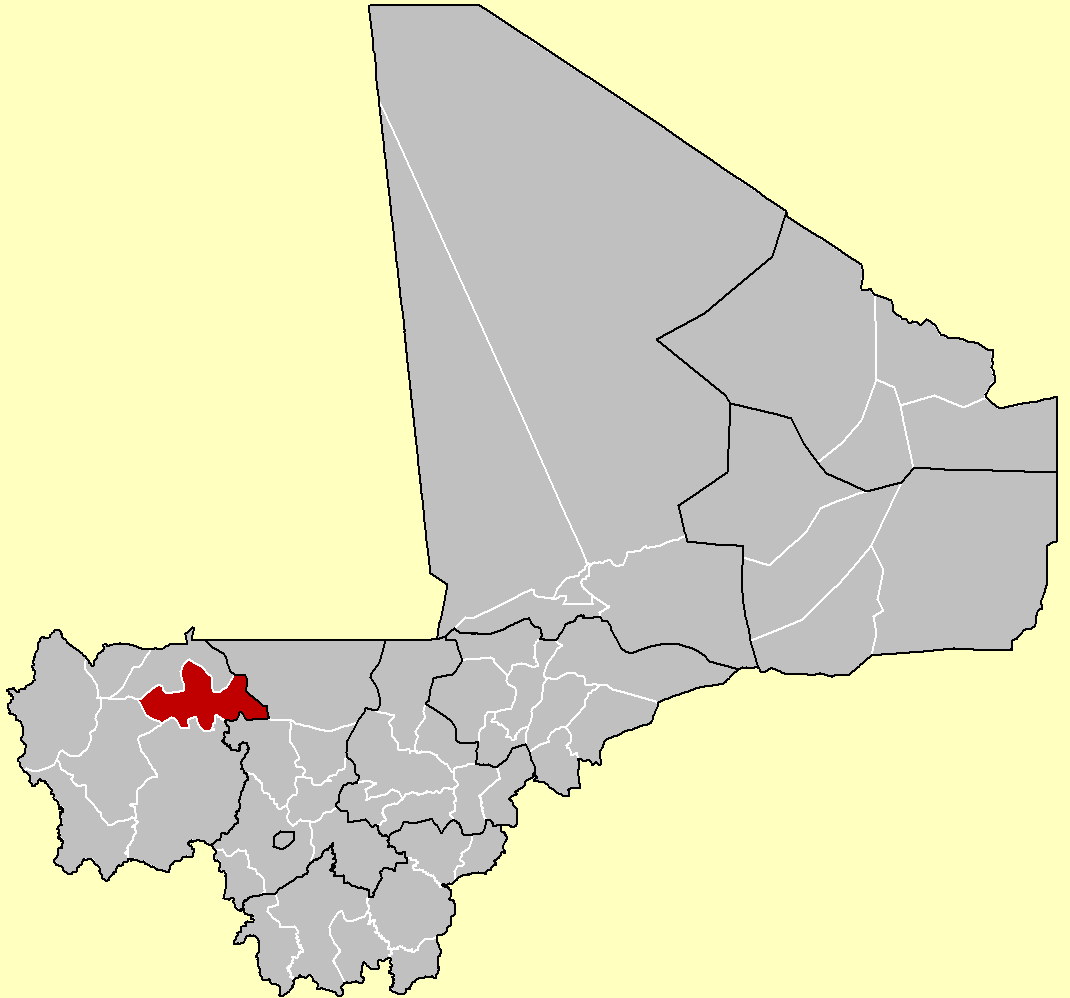
Kreis Diéma

Diéma ist der Name eines Kreises (franz. cercle de Diéma) in der Region Kayes in Mali.
Der Kreis teilt sich in 15 Gemeinden, die Einwohnerzahl betrug beim Zensus 2009 212.062 Einwohner.
Gemeinden: Diéma (Hauptort), Béma, Diangounté Camara, Dianguirdé, Diéoura, Dioumara Koussata, Fassoudébé, Fatao, Gomitradougou, Grouméra, Guédébine, Lakamané, Lambidou, Madiga-Sacko, Sansankidé.